# Moscow Zero
Pour plus de détails, voir Fiche technique et Distribution.
Moscow Zero est un film fantastique américain de María Lidón, sorti en 2006.

## Synopsis
Fraîchement arrivé à Moscou, le prêtre Owen recherche un de ses vieux amis, célèbre archéologue russe qui a disparu depuis plusieurs jours. Owen apprend que celui-ci s'est enfoncé dans les catacombes sous la ville, à la recherche de preuves de l'existence d'un monde occulte. Avec un petit groupe qu'il a embauché, il se lance dans une expédition qui va les emmener de plus en plus profondément dans les souterrains de la ville qui abritent des démons maléfiques. Sans le savoir, ils ouvrent les portes de l'enfer.

## Fiche technique
- Titre original et français : Moscow Zero
- Réalisation : María Lidón
- Scénario : Adela Ibañez
- Photographie : Ricardo Aronovich
- Montage : Elena Ruiz
- Musique : Javier Navarrete
- Production : Dolo Magan
- Making Off : Franco Calvano
- Société(s) de distribution : Sony Pictures
- Pays d'origine :  États-Unis,  Russie
- Langue : anglais
- Genre : Fantastique
- Durée : 82 minutes
- Dates de sortie : 
  -  États-Unis : 4 novembre 2008 (DVD)
  -  France :
  - 20 mai 2006 (Festival de Cannes 2006)
  - 19 novembre 2008 (DVD)

## Distribution
- Vincent Gallo : Owen
- Oksana Akinshina : Lyuba
- Val Kilmer : Andrey
- Sage Stallone : Vassily
- Joaquim de Almeida : Yuri
- Rade Šerbedžija : Sergei
- Joss Ackland : Tolstoy
- Julio Perillán : Alec Miller
- Alex O'Dogherty : Pavel
- Paloma Terriente : Sombra
- Roman Shamko : Ksiel
- Borja Romaniv : Asbeel